# Toksovo
Toksovo (ryska: То́ксово; finska: Toksova) är en ort i Vsevolojski rajon i Leningrad oblast i Ryssland, och är belägen cirka 20 kilometer norr om  Sankt Petersburg vid Karelska näset. Folkmängden uppgår till cirka 6 000 invånare. Orten har järnvägsförbindelse med skidorten Kavgolovo.
Här finns bland annat Toksovo församling i Ingermanländska kyrkan, med anor tillbaka till den svenska stormaktstiden.

### Fotnoter
1. ↑  ЧИСЛЕННОСТЬ ПОСТОЯННОГО НАСЕЛЕНИЯ РОССИЙСКОЙ ФЕДЕРАЦИИ ПО МУНИЦИПАЛЬНЫМ ОБРАЗОВАНИЯМ на 1 января 2015 года (komprimerad fil, .rar) Arkiverad 5 november 2021 hämtat från the Wayback Machine. Invånarantal i Rysslands administrativa enheter 1 januari 2015. Läst 20 augusti 2015.
2. ↑  ”Toksovan kirkon vihkemista”. Toksovo församling. Arkiverad från originalet den 8 februari 2014. https://archive.is/20140208100719/http://www.toksovo.elci.ru/toks_sv.htm. Läst 8 februari 2014.